# 나카하라촌 (미에현)
나카하라촌(中原村)은 미에현 이치시군에 있던 촌이다. 현재의 마쓰사카시 남부에 해당한다.

## 역사
- 1889년 4월 1일 - 정촌제 시행에 의해 이치시군 나카하라촌이 성립하였다.
- 1955년 3월 15일 - 나가사토촌, 나카가와촌, 도요다촌, 나라하촌, 우키자토촌의 일부와 합병해 우레시노정이 성립하여, 동일 도요치촌은 폐지되었다.

## 교통

### 철도
이 외에도 일본국유철도인 산구선(현 기세이본선)과 나마쓰선이 촌을 통과했지만 역은 존재하지 않았다. 

### 도로
- 하세가도

## 참고문헌
- 角川日本地名大辞典 24 三重県